# La morte ti fa bella
La morte ti fa bella (Death Becomes Her) è un film del 1992 diretto da Robert Zemeckis.
Il film, interpretato da Meryl Streep, Goldie Hawn, Bruce Willis e Isabella Rossellini, è una commedia nera ed è soprattutto ricordato per la trama grottesca e gli effetti speciali, che valsero alla pellicola l'Oscar ai migliori effetti speciali 1993.

## Trama
1978: Helen Sharp, un'aspirante scrittrice, presenta al suo fidanzato Ernest Menville una sua ex-compagna di classe, Madeline Ashton. Madeline è un'attrice di scarsa fama, assetata di gloria e che detesta Helen; per rovinarle la vita seduce Ernest e lo sposa. 
1985: Sono passati sette anni dal matrimonio di Madeline ed Ernest, ma Helen non si è mai ripresa dallo shock: si è trasformata infatti in una gattara obesa, depressa e senza voglia di vivere, che guarda ossessivamente una scena di un film in cui Madeline viene strangolata. Ricoverata in un manicomio non riesce ancora a riprendersi, salvo poi avere un'illuminazione in seguito ad una frase di una dottoressa.
1992: la brillante carriera da chirurgo di Ernest si sfascia a causa del suo alcolismo, così come il matrimonio con Madeline. Costretto ad abbandonare la chirurgia, l'uomo lavora truccando e rendendo presentabili i cadaveri dei vip. Quando Madeline riceve un invito alla presentazione del libro di Helen, aspettandosi di vederla ancora grassa e cadente, decide di apparire al meglio possibile per farla sfigurare ancora di più. Si reca quindi al suo centro estetico ma si vede rifiutata la possibilità dell'ennesimo trattamento estremo a cui ricorre sempre più spesso per mantenere l'aspetto seducente di un tempo. Il direttore del centro le fornisce un biglietto da visita per una clinica privata, ma Madeline, convinta che la stia prendendo in giro, lo strappa.
La diva va al ricevimento e trova Helen magra, elegante ed in perfetta forma, ancora giovane e sensuale. Madeline quindi spia la donna mentre parla in privato con Ernest e vede che anche il marito ne è rimasto incantato. Dopo essere stata scaricata dal proprio giovane amante, Madeline ha un crollo e si dirige verso l'indirizzo datole dal direttore del suo centro estetico. La donna conosce Lisle von Rhoman, una strana giovane dalla bellezza divina, che le fa scoprire l'esistenza di un elisir di lunga vita che ridona bellezza, giovinezza e vita eterna. Lisle le rivela di avere bevuto l'elisir anni prima divenendo immortale e di aver compiuto da poco settantuno anni.
Il prezzo è spropositato, ma dopo averne provato una sola goccia su una mano, che ringiovanisce all'istante facendo scomparire rughe e macchie, Madeline decide di comprare subito l'intera fialetta e dopo averlo bevuto tutto ringiovanisce di colpo. Lisle, tuttavia, la avverte che ora che è divenuta immortale come lei e altri, potrà continuare la sua carriera per altri dieci anni al massimo, ma che poi dovrà sparire dalla circolazione prima che la gente inizi a sospettare qualcosa, consigliandole di inscenare una sua finta morte, per potersi così unire alla congrega. Lisle la avverte anche di fare molta attenzione col suo nuovo corpo e di trattarlo bene perché dovrà convivere con lui per molto tempo.
Intanto Helen, per vendicarsi della sua rivale, cerca di convincere Ernest a commettere un uxoricidio, da far passare come incidente per guida in stato di ebbrezza. Ernest invece, in uno scatto d'ira a seguito dei ripetuti insulti della moglie, la spinge dalle scale, per scoprire con sgomento che Madeline non è morta nonostante il collo fratturato. Dopo aver consultato un dottore, Ernest si convince che Madeline è stata miracolata e decide di riportarla a casa per sistemare il suo aspetto cadaverico col trucco.
Accorre Helen e Madeline le spara con un fucile, ma lei non muore e si rialza con un buco nella pancia. Si scopre che anche Helen prese l'elisir da Lisle il 26 ottobre 1985 (chiaro omaggio alla trilogia di Ritorno al Futuro, anch'essa diretta da  Robert Zemeckis, che inizia proprio in quella data); dopo un violento duello a colpi di badile le due stipulano una tregua e convincono Ernest a renderle più umane con vernice color carne. Le due si rendono conto che ormai avranno per sempre bisogno dell'abilità di Ernest nel rimettere a posto il loro corpo: decidono di far bere anche a lui l'elisir, pertanto lo rapiscono e lo consegnano a Lisle.
Proprio in quella serata, annualmente, Lisle organizza un ricevimento al quale partecipano tutti coloro che hanno preso l'elisir, compresi alcuni famosi divi creduti morti (tra cui Marilyn Monroe, Andy Warhol ed Elvis Presley). Lisle cerca di convincere Ernest a bere l'elisir; l'uomo, sebbene all'inizio ne rimanga affascinato, rifiuta di assumerlo, considerando la vita eterna e l'eterna giovinezza come una maledizione (celebre la domanda: «E se poi mi annoio?», a cui nemmeno Lisle sa rispondere). Sebbene inseguito dai tirapiedi di Lisle, Ernest riesce a scappare dal castello. Helen e Madeline provano a cercarlo, ma di Ernest non c'è traccia e devono aiutarsi l'una con l'altra per riuscire a tenere insieme i loro corpi ormai sfasciati.
2029: Ernest è morto senza rimpianti, dopo essersi ricreato una vita felice e appagante con un'altra donna, dalla quale ha avuto sei figli naturali e altri adottati da tutto il mondo; al suo funerale ci sono, nascoste, anche Madeline e Helen, ridotte a due cadaveri ambulanti dall'aspetto orribile. Il sacerdote, dopo aver raccontato alcuni aneddoti sulla vita di Ernest, tra cui la favola dei "morti viventi di Hollywood", è sul punto di rivelare quale sia il vero elisir di lunga vita. Tale notizia fa bloccare Madeline e Helen che se ne stavano per andare, ma le due donne rimangono deluse quando il sacerdote rivela che l'elisir in realtà sono i figli e la famiglia, attraverso cui il ricordo di una persona può vivere a lungo. Madeline e Helen se ne vanno battibeccando, ma cadono dalle scale riducendosi in frantumi. Il film si chiude con Helen che domanda dove hanno parcheggiato l'auto.

## Produzione

### Cast
Il ruolo di Ernest Menville avrebbe dovuto essere interpretato da Kevin Kline, che però venne tolto dalla produzione dopo aver chiesto una parità di compenso tra i quattro attori principali. Nel film fa il suo debutto cinematografico l'attrice Catherine Bell come controfigura per le scene di nudo di Isabella Rossellini.

### Finale alternativo
Inizialmente il film aveva un finale differente: dopo essere fuggito dalla casa di Lisle, Ernest trovava rifugio nel bar dove lavorava Toni, una ragazza con cui aveva stretto amicizia interpretata da Tracey Ullman; questo personaggio appariva anche in numerose altre scene nel corso del film. Con lei l'uomo riusciva a inscenare la sua morte e a scappare via. Il film terminava ventisette anni dopo in Europa: Madeline ed Helen, ormai ridotte a manichini grotteschi, sono in viaggio per sfuggire alla noia della loro "vita forzata"; qui vedono un'anziana coppia che si tiene per mano su una panchina, e se ne prendono gioco. Mentre se ne vanno, la telecamera inquadra la mano dell'uomo anziano e si nota che essa ha un aspetto molto più giovane rispetto al resto del corpo, rivelando che si tratta proprio di Ernest.
Questo finale fu tagliato e sostituito con quello attuale, più grottesco e in tono col resto del film, dopo che la prima proiezione privata aveva fatto riscuotere commenti negativi; il personaggio di Toni fu eliminato e tutte le sue scene furono completamente tagliate. L'unico elemento sopravvissuto nel montaggio finale è la fotografia di Ernest davanti alla sua bara, nell'ultima scena: si tratta di un'immagine di scena di Bruce Willis col make-up di Ernest invecchiato.

## Riconoscimenti
- 1993 - Premio Oscar

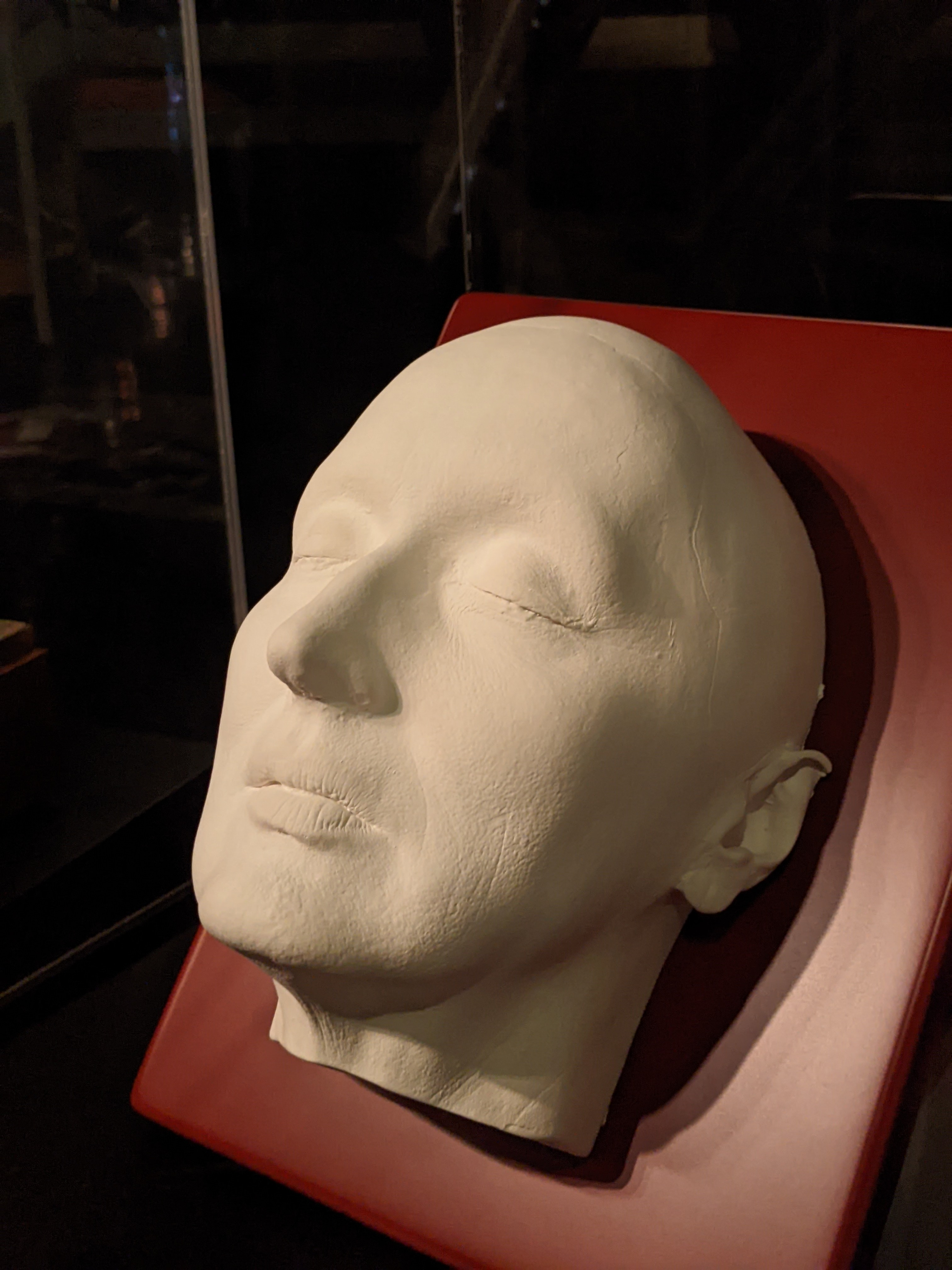
Calco in gesso del volto di Meryl Streep realizzato dal designer e creatore di effetti speciali Alec Gillis per le riprese del film, vincitore del Premio Oscar per i Migliori effetti speciali nel 1993. Gli artisti del trucco e degli effetti speciali si servono dei calchi dei volti degli attori per creare e modellare protesi facciali, modificare particolari del viso, riprodurre le fattezze dell'attore su manichini meccanizzati. Museo nazionale del cinema, Torino.

  - Migliori effetti speciali a Ken Ralston, Doug Chiang, Douglas Smythe e Tom Woodruff Jr.
- 1993 - Golden Globe
  - Nomination Migliore attrice in un film commedia o musicale a Meryl Streep
- 1993 - Premio BAFTA
  - Migliori effetti speciali
- 1993 - Saturn Award
  - Miglior attrice non protagonista a Isabella Rossellini
  - Migliori effetti speciali a Ken Ralston, Tom Woodruff Jr. e Alec Gillis
  - Nomination Miglior film fantasy
  - Nomination Miglior regia a Robert Zemeckis
  - Nomination Miglior attore protagonista a Bruce Willis
  - Nomination Miglior attrice protagonista a Meryl Streep
  - Nomination Miglior sceneggiatura a Martin Donovan e David Koepp
  - Nomination Miglior colonna sonora a Alan Silvestri
  - Nomination Miglior trucco a Dick Smith e Kevin Haney
- 1992 - Los Angeles Film Critics Association Award
  - Nomination Miglior attore non protagonista a Sydney Pollack[6]
- 1993 - American Comedy Awards
  - Nomination Attore più divertente a Bruce Willis
  - Nomination Attrice più divertente a Meryl Streep
  - Nomination Attrice più divertente a Goldie Hawn